# Писаренко Павло Трохимович
Павло Трохимович Писаренко (нар. 10 жовтня 1921, Станіславівка — пом. 7 грудня 1996, Віньківці) — Герой Радянського Союзу , командир гармати танка Т-34-85, 1-го батальйону, 36-ї гвардійської Нижньодніпровської танкової бригади, 4-го гвардійського Сталінградського механізованого корпусу, 7-ї гвардійської армії, 2-го Українського фронту, гвардії сержант.

## Біографія

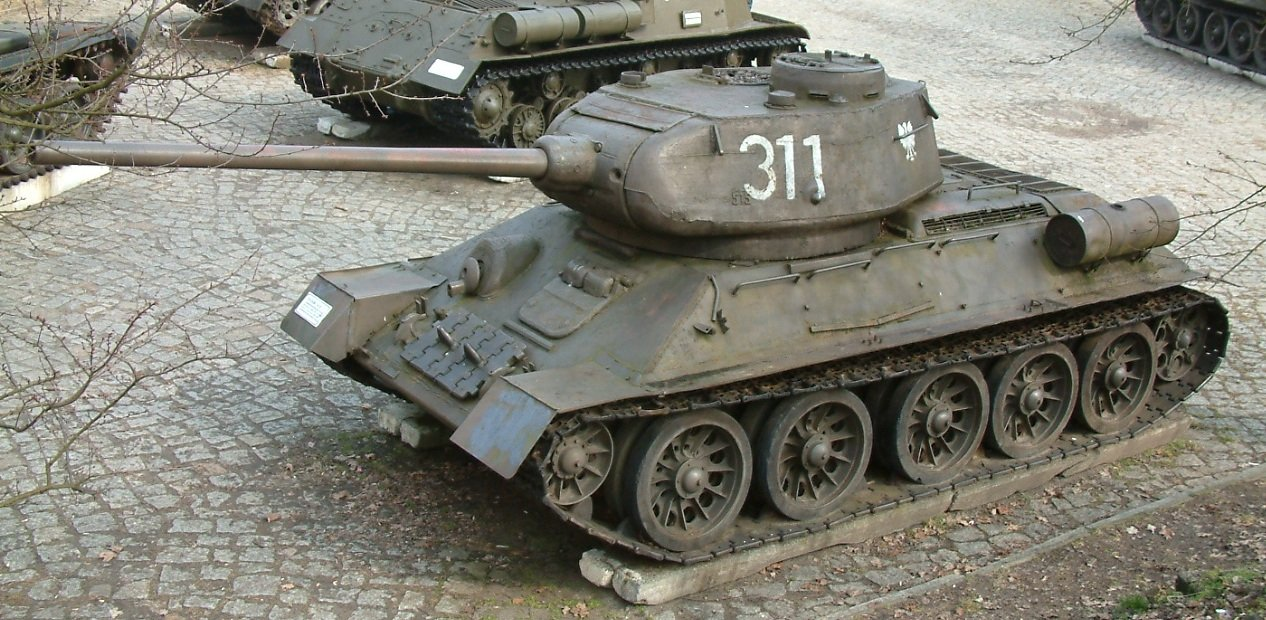
Танк Т-34-85, на якому в останні роки війни воював Писаренко

Народився 10 жовтня 1921 року у селі Станіславівці, Подільської губернії, УСРР (нині Хмельницький район Хмельницької області, Україна) в родині селянина. Українець. Освіта початкова. Працював слюсарем на заводі у місті Миколаїв. Звідси у січні 1941 року був призваний на службу у Червону Армію. Служив стрільцем гармати в 47-й танковій дивізії 18-го механізованого корпусу Одеського військового округу.
Воює на фронтах Другої світової війни із червня 1941 року — стрілець гармати танка, стрільць-радист, командир гармати танка. Воював на Південному, Південно-Західному, Сталінградському, 4-му, 3-му і 2-му Українських фронтах. В боях одержав 5-ть поранень, в тому числі два важких (07.08.1941 і 18.02.1945).
У важких боях 17 — 19 лютого 1945 року, командир гармати танка гвардії сержант Писаренко на правому березі річки Грон в районі населеного пункту Каменін (на північ від міста Штурово, Словаччина), не допустив прориву противника на переправу. Діючи із засідки, екіпаж знищив 8 танків, 5 бронетранспортерів і до 270 німецьких солдатів.
За мужність і відвагу, проявлені в боях на берегах річки Грон гвардії сержантові Писаренку Павлу Трохимовичу, 28 квітня 1945 року було присвоєно звання Героя Радянського Союзу із врученням медалі «Золота Зірка» і ордена Леніна.
Після війни, у 1946 році, Павло Трохимович демобілізувався і повернувся додому. Жив і працював у рідному селі Станиславівка трактористом. Згодом працював у селі Зіньків, у Зіньківському відділені «Сільгосптехніка». У селищі Віньківці працював шофером, диспетчером, начальником Віньковецької автобусної станції. Після виходу на пенсію був активним громадським діячем.
Помер Писаренко Павло Трохимович 7 грудня 1996 року. Похований у селищі Віньківці.

## Нагороди
Павло Трохимович був нагороджений:
- медаллю «Золота Зірка» № 4983;[1]
- орденом Леніна;[1]
- орденом Вітчизняної війни I ступеня;
- орденом «Знак Пошани»;
- медаллю «За бойові заслуги»;
- медаллю «За оборону Сталінграда»;
- медаллю «За визволення Белграда»;
- медаллю «За взяття Будапешта»;
- медаллю «За перемогу над Німеччиною».